# سفارة باكستان في بولندا
سفارة باكستان في بولندا هي أرفع تمثيل دبلوماسي لدولة باكستان لدى بولندا. تقع السفارة في وهي تهدف لتعزيز المصالح الباكستانية في بولندا.

## وصلات خارجية
- الموقع الرسمي
- قائمة سفارات باكستان
- قائمة السفارات في بولندا